# リバティ・グローバル
リバティ・グローバル（英: Liberty Global, Inc.、LGI、NASDAQ: LBTYA / NASDAQ: LBTYB / NASDAQ: LBTYK）は、国際的メディア関連企業。
2005年6月、アメリカ合衆国のメディア企業であるリバティメディアのアメリカ以外の事業をスピンオフした、リバティメディア・インターナショナル（英: Liberty Media International, Inc.、LMI）と、アメリカ以外で最大のケーブルテレビ事業者であるUnitedGlobalCom（UGC、2004年1月リバティメディアが経営権を取得）の合併により設立。ヨーロッパ最大のケーブルテレビ事業者となった。
2013年にイギリスのヴァージン・メディア、2014年にオランダのジッゴ（Ziggo）と、ヨーロッパのケーブルテレビ事業者を相次いで買収し、事業拡大を続けている。
グローバル本部はロンドンにあり、設立当初本社のあったコロラド州・ダグラス郡とアムステルダムにオフィスを置いている。会長のジョン・マローン（リバティメディア、ディレクTVグループ会長も兼務）が32%の議決権を保有している。

## 主な事業
- ケーブルテレビMSO（Multiple System Operator、ケーブルテレビ統括会社）
  - UPC Broadband（ヨーロッパ）
    - UPC (現Sunrise)（スイス）

  - Telenet（ベルギー）
  - Unitymedia（ドイツ）
  - AUSTAR（オーストラリア、衛星放送/現・Foxtel）
  - VTR（チリ）
  - Liberty Cablevision（プエルトリコ）

- MCO（Multiple Channel Operator、番組供給事業統括会社）
  - Chellomedia
    - Chello Zone
      - Zone Reality
      - Zone romantica
      - Jim Jam
      - Zone Europe
      - Extreme Sports Channel
      - Zone club
      - Zone horror
      - Zone thriller
      - Zone fantasy

    - Chello Benelux（オランダ）
    - Chello Multicanal（スペイン・ポルトガル）
    - Chello Central Europe
    - Chellomedia On Demand

  - XYZnetworks（オーストラリア）
  - Pramer（ラテンアメリカ）
  - MGM Networks（ラテンアメリカ、MGMとの合弁）

## 日本での展開
LMI設立時には、リバティメディアからTCIと住友商事との合弁で設立したジュピターテレコム（J:COM）、ジュピター・プログラミング（JPC、現・SCメディアコムおよびJCOM メディア事業部門）、および単独でメディアッティ・コミュニケーションズ（2009年4月1日、ジュピターテレコムと合併）への出資分が承継された（ジュピターテレコムは住商/エルジーアイ・スーパー・メディア（Super Media、現・KDDIグローバル・メディア）を通じて保有）。
なお、2007年7月には、住友商事によるSCメディアコム（旧JPC、ジュピターTV）の子会社化に伴い、1050億円相当の住友商事株式を株式交換の形で取得している。また、2010年2月には、Super Mediaなどジュピターテレコムの親会社となる中間持株会社3社をKDDIに3617億円で譲渡、日本から撤退した。